# 小木津バイパス
小木津バイパス（おぎつバイパス）は、茨城県日立市滑川町 - 同市川尻町の国道6号のバイパス道路である。

## 概要

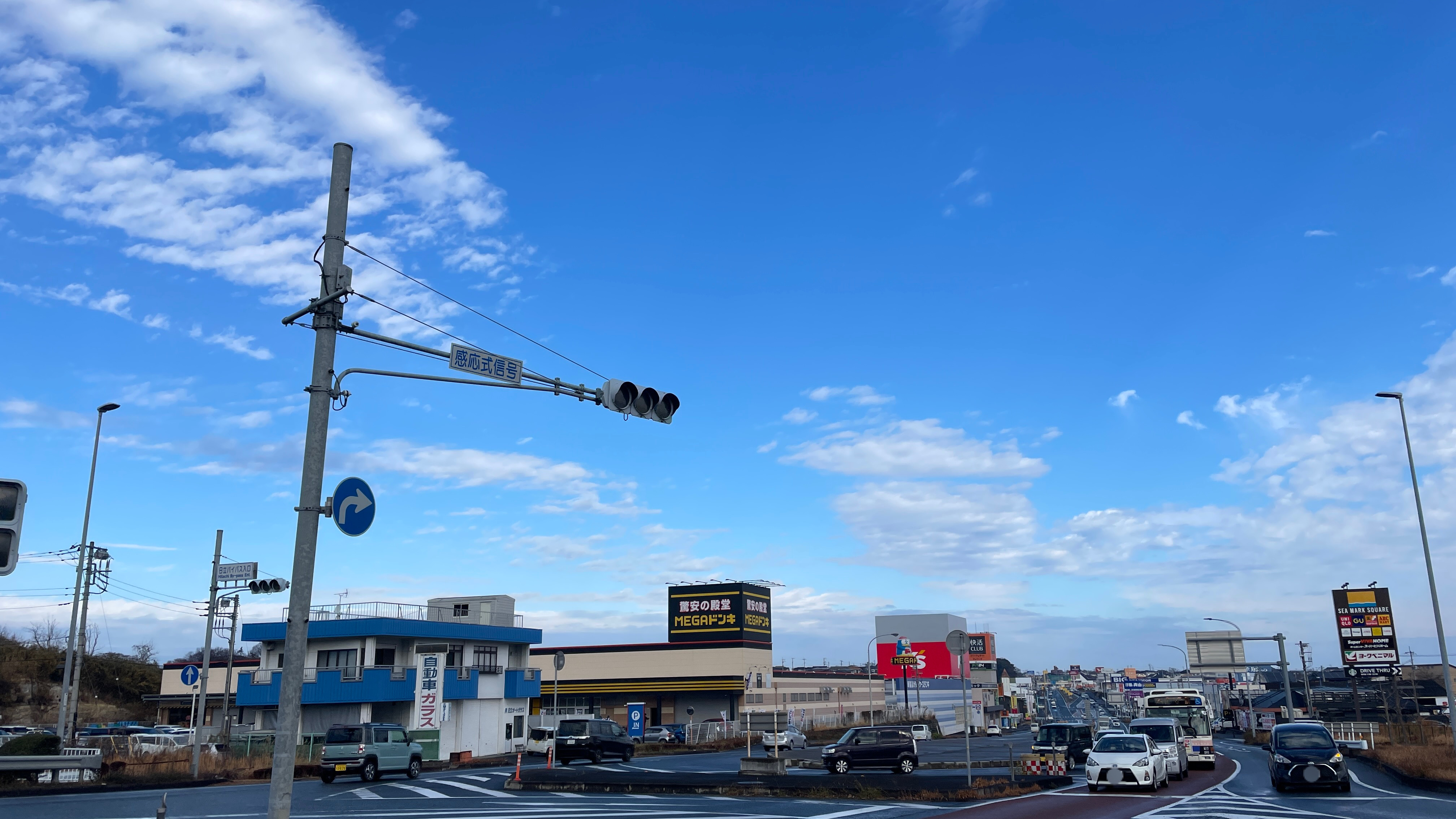
小木津バイパス（日立バイパス入口付近、2023年12月）

1966年3月、全線供用。現在は、バイパス道路としては扱われていない。
この付近は慢性的な渋滞が激しい。このバイパスを抜けると上下ともに渋滞が無くなる。原因としてはこのバイパスに信号機が多い事などが挙げられる。
こうした渋滞を緩和することを目的に、2007年8月20日から「常磐道日立北IC - 日立南太田IC地域活性化社会実験」が行われた。
2019年9月20日に、旧公設市場前交差点周辺の改良工事が完了し、片側2車線に拡幅された。

## 交差する道路
| 交差する道路              | 交差する場所 | 東京から (km) |
| ------------------------- | ------------ | ------------- |
| 国道6号 水戸方面          |              |               |
| 県道10号日立いわき線      | 国土交通省前 | 143.2         |
| 国道6号日立バイパス       | 公設市場前   | 144.3         |
| E6 常磐自動車道 日立北IC  | -            | 147.4         |
| 県道297号十王停車場川尻線 | 十王駅入口   | 149.0         |
| 国道6号 いわき方面        |              |               |

## 交通量
平日24時間交通量（台）
| 区間                             | 平成22（2010）年度 | 平成27（2015）年度 | 令和3（2021）年度 |
| -------------------------------- | ------------------ | ------------------ | ----------------- |
| 日立いわき線 ～ 一般国道6号      | 21,077             | 18,061             | 21,276            |
| 一般国道6号 ～ 常磐自動車道      | 21,077             | 18,061             | 21,276            |
| 常磐自動車道 ～ 十王停車場川尻線 | 21,077             | 18,061             | 21,276            |

- 日立市小木津町 : 29,003

（出典：平成17年度道路交通センサス・平成22年度道路交通センサス・平成27年度全国道路・街路交通情勢調査・令和3年度全国道路・街路交通情勢調査〈国土交通省ウェブサイト〉より一部データを抜粋して作成）